# Зигварт, Йендрик
Йендрик Зигварт (нем. Jendrik Sigwart, род. 27 августа 1994, Фольксдорф, Гамбург), также известный как Йендрик — немецкий певец, музыкальный исполнитель и театральный актёр. Он представил Германию на конкурсе песни «Евровидение-2021» в Роттердаме с песней «I Don’t Feel Hate».

## Биография
Йендрик Зигварт вырос в Гамбурге-Фольксдорфе, у него четверо братьев и сестёр. Подростком он обучался игре на фортепиано и скрипке, четыре года изучал мюзиклы и вокальную педагогику в Музыкальном институте Оснабрюкского университета. Во время учёбы он участвовал в различных мюзиклах, в том числе в «Моя прекрасная леди», «Лак для волос» и «Питер Пэн». Зигварт также пишет свои собственные песни, которые публикует на YouTube. Укулеле занимает важное место в его музыке. В декабре 2020 года он представил три свои песни на благотворительном концерте для беженцев из лагеря Мориа.
6 февраля 2021 года было объявлено, что Зигварт был выбран на национальном отборе, дабы представлять Германию на конкурсе песни «Евровидение-2021» года в Роттердаме. Его конкурсная песня «I Don’t Feel Hate», которую он написал вместе с продюсером Кристофом Освальдом, была выпущена 25 февраля 2021 года. Смысл сингла, по словам Освальда, не в том, чтобы ответить на ненависть, поражающую вас, а в том, чтобы почувствовать жалость и сочувствие.
В финале «Евровидения-2021», прошедшего 22 мая 2021 года, Йендрик занял 25 место из 26, получив три балла от жюри и ни одного балла от телезрителей, и обойдя по результату только Великобританию. Вместе с Испанией, Нидерландами и Великобританий Германия стала одной из четырёх стран, не получивших баллов от телезрителей в конкурсе 2021 года.

## Личная жизнь
Зигварт живёт в Гамбурге со своим бойфрендом Яном.

## Дискография
Синглы
| Название            | Год  | Высшие позиции в чартах | Высшие позиции в чартах | Альбом            |
| Название            | Год  | SWE Heat.               | UK Down.                | Альбом            |
| ------------------- | ---- | ----------------------- | ----------------------- | ----------------- |
| «I Don't Feel Hate» | 2021 | 17                      | 71                      | Неальбомный сингл |